# Peter Magnus Gunnarson
Peter Magnus Gunnarson (i riksdagen kallad Gunnarson i Björkmossa), född 3 januari 1828 i Virserums församling, Kalmar län, död där 10 april 1879, var en svensk lantbrukare, hemmansägare och politiker.
Gunnarson var ledamot av riksdagens andra kammare 1870–1875, invald i Aspelands och Handbörds domsagas valkrets i Kalmar län. Han tillhörde Lantmannapartiet.